# Nous sommes les autres
Pour plus de détails, voir Fiche technique et Distribution.
Nous sommes les autres est un film québécois réalisé par Jean-François Asselin, sorti en 2017. C'est le premier long métrage de Jean-François Asselin avec les comédiens Pascale Bussières, Émile Proulx-Cloutier et Jean-Michel Anctil.

## Synopsis
Myriam revient de sa course quotidienne pour réaliser que son conjoint, Alexandre, a quitté les lieux brusquement avec quelques-unes de ses affaires. Un projet d'architecture important est en cours et l'opinion d'Alexandre, un architecte de renommée, est essentielle. Myriam cache donc la disparition de son conjoint à ses collègues, tout en communiquant avec Robert, un expert en sinistre, afin qu'il l'aide à retrouver Alexandre. En attendant, c'est Frédéric, un jeune architecte qui aimerait percer dans le milieu, qui le remplace pour diriger le projet, un titre qui lui tient à coeur. Frédéric veut enfin prouver à ses proches et son ancienne conjointe sa capacité à réaliser des projets, afin qu'ils oublient le passé. Il prend ce rôle très à cœur, mais peut-être trop.

## Fiche technique
Source : IMDb et Films du Québec
- Titre original : Nous sommes les autres
- Réalisation : Jean-François Asselin
- Scénario : Jean-François Asselin et Jacques Drolet
- Musique : Mathieu Vanasse
- Direction artistique : Jean-Marc Renaud
- Costumes : Julie Bécotte
- Maquillage : Marlène Rouleau
- Coiffure : Anne-Marie Lanza
- Photographie : Mathieu Laverdière (en)
- Son : François Grenon, Pierre-Jules Audet, Luc Boudrias
- Montage : Simon Sauvé
- Effets visuels : Jonathan Piché-Delorme et Alexandra Vaillancourt
- Production : Pierre Even
- Société de production : Item 7
- Sociétés de distribution : Les Films Christal
- Pays de production :  Canada
- Tournage : 26 septembre au 1er novembre 2016, à Laval et Montréal
- Langue originale : français
- Format : couleur
- Genre : drame
- Durée : 110 minutes
- Dates de sortie :
  - Canada : 7 novembre 2017 (première au cinéma Impérial de Montréal lors du Festival Cinémania)[2]
  - Canada : 10 novembre 2017 (sortie en salle au Québec)
- Classification :
  - Québec : 13 ans et plus[3]

## Distribution
- Pascale Bussières : Myriam Lambert
- Émile Proulx-Cloutier : Frédéric Venne
- Jean-Michel Anctil : Robert Laplante
- James Hyndman : Jacques Morin
- Valérie Blais : Danielle Laplante
- Gabrielle Forcier : Geneviève
- Michel Forget : Jean-Claude Lespérance
- Marcelo Arroyo : Carlos Ramirez
- Alex Bisping : Réal Cousineau
- Benoit Finley : Martin Venne, frère de Frédéric
- Marie-France Lambert : Coline
- Raymond Cloutier : père de Frédéric
- Marie-Ginette Guay : mère de Frédéric
- Geneviève Rochette : ex-associée